# Міська спеціалізована лікарня імені Габріеля Нарутовича у Кракові
Міська спеціалізована лікарня імені Габріеля Нарутовича у Кракові – лікарня в Кракові на вул. Прондніцькій, 35–37.

## Історія[1]
Рішення про будівництво лікарні було прийнято в 1927 році. Після 7 років будівництва 10 листопада 1934 року відбулося урочисте відкриття лікарні. На той час у ньому було 420 ліжок у 2-3-місних палатах, 5 операційних та пологовий зал.
До 1935 року були запущені:
- Відділення внутрішніх хвороб з відділенням неврології
- Хірургічне відділення
- Відділення гінекології та акушерства
- Відділення травматології
- Дерматологічне відділення
- Рентгенівський заклад
- Аналітична лабораторія
- Лікарняна аптека

Першим директором лікарні був доктор Ян Шанценбах .

### Період війни та окупації
У жовтні 1939 року госпіталь перейшов під нагляд німців — призначався для лікування працівників гестапо та їхніх сімей, поліції та працівників управління ГГ .
Незважаючи на те, що німці постачали в лікарню діагностичну апаратуру та обладнання, вони не проводили обслуговування  центрального опалення, водо-парових установок котелень, пралень, колодязів та фільтрів для пом’якшення води. Восени 1944 року окупанти вивезли все цінне майно лікарні до Німеччини. Наприкінці того ж року пограбований шпиталь було передано варшавським повстанцям. На той час тут було близько 500 ліжок.

### Повоєнний період
Після закінчення Другої світової війни розпочалася відбудова лікарні. У лютому 1946 р. його отримало Товариство соціального страхування, яке розпочало його планову реконструкцію.

У березні 1972 року відкрито Центр гемодіалізу та трансплантології 3-ї кафедри та кафедри медицини Ягеллонського університету .
З 18 грудня 1998 року лікарня має статус самостійного закладу охорони здоров'я з наданням медичних послуг ІІ ступеня кваліфікації.
28 червня 2000 року лікарня отримала новий статут. Згідно з резолюцією міської ради Кракова назву було змінено з Воєводської спеціалізованої лікарні на Міську спеціалізовану лікарню імені Г. Нарутовича.20 грудня 2011 року відкрито посадковий майданчик для медичних гелікоптерів  - відділення швидкої медичної допомоги відповідає вимогам Закону "Про державну медичну допомогу".

17 грудня 2013 року було введено в експлуатацію модернізоване відділення внутрішньої медицини  – існуюча інфраструктура повністю адаптована до чинного законодавства  .

## Список відділів у лікарні
- Відділення швидкої допомоги
- Кардіологічне відділення з інтенсивною терапією
- Відділення анестезіології та інтенсивної терапії
- Відділення гінекології та акушерства
- Відділення новонароджених та недоношених дітей з інтенсивною терапією
- Відділення загальної хірургії
- Відділення внутрішньої медицини та ендокринології
- Відділення неврології
- Відділення урології
- Відділення отоларингології
- Дитяче відділення
- Травматологічно-ортопедичне відділення
- Операційні блоки
- Аптека

## Список клінік
- Ендокринологічний диспансер
- Клініка загальної хірургії
- Кардіологічна клініка
- Клініка урології
- Отоларингологічна клініка
- Неврологічна клініка
- Гінекологічно-акушерська клініка
- Клініка колопроктології
- Онкологічний диспансер
- Клініка медичної реабілітації
- Студія фізіотерапії
- Травматологічна та ортопедична амбулаторія

## Діагностика
- Відділення візуалізаційної діагностики
- Відділення лабораторної діагностики
- Лабораторія патоморфології з прозектором

## Виноски
1. ↑  Historia Szpitala (пол.).
2. ↑  Szpital Narutowicza w Krakowie z nowym lądowiskiem... muratorplus.pl (пол.).
3. 1 2  Nowy oddział i sprzęt w szpitalu Narutowicza. krakow.gazeta.pl (пол.). 16 грудня 2013.

## Зовнішні посилання
- Офіційний сайт лікарні